# 張懋
張 懋（ちょう ぼう、1441年 - 1515年）は、明代の軍人。本貫は開封府祥符県。

## 生涯
張輔の子として生まれた。1450年（景泰元年）5月、英国公の爵位を嗣いだ。1473年（成化9年）、鄭王朱祁鍈が庶子をないがしろにしているとの上奏があり、張懋は成化帝の命を受けて鄭王をたしなめた。成化帝が西苑で騎射を観閲すると、張懋は3発続けて命中させ、金帯を賜った。1474年（成化10年）、五軍営を管掌した。1475年（成化11年）、北元のマンドゥールン・ハーンの即位を受けて、張懋は軍営の練兵を成化帝に命じられた。1478年（成化14年）、太子太傅に進んだ。1479年（成化15年）、遼東に赴いた。1486年（成化22年）、太傅に上った。1491年（弘治4年）、太師に転じた。京営の兵を動員して円通寺を造営するのを中止するよう求める上奏をおこなった。1492年（弘治5年）、皇太子の冊立を請う上表をおこなったが、弘治帝に退けられた。御史の李興と彭程が獄に下されると、張懋は李興らを弁護する上奏をおこなった。1496年（弘治9年）、提督団営をつとめた。1498年（弘治11年）、柱国・太保に進んだ。。真武観の造営を中止するよう請願した。1505年（弘治18年）、『孝宗実録』の監修をつとめた。1506年（正徳元年）、張懋は文武の大臣たちを率いて側近たちと遊び暮らしている正徳帝を率直に諫めた。いっぽうで張懋の生活は豪奢で、軍士たちから搾取していたため、たびたび御史や給事中たちに糾弾された。公位にあること66年、兵権を掌握すること40年、勲臣の筆頭に数えられた。1515年（正徳10年）3月、死去した。享年は75。寧陽王の位を追贈された。諡は恭靖といった。1583年（万暦11年）、朱希忠とともに王号を削られた。
孫の張崙が英国公の爵位を嗣いだ。